# Arrivée d'un train gare de Vincennes
Arrivée d'un train gare de Vincennes és una pel·lícula francesa dirigida per Georges Méliès, estrenada el 1896, produït pel Théâtre Robert-Houdin. Actualment, la pel·lícula es considera perduda.